# Walter Dobner
Walter Dobner (* 22. Jänner 1952 in Krems) ist ein österreichischer Jurist, Publizist und Musikkritiker. Von 2013 bis August 2019 war er Direktor der Wiener Hofmusikkapelle.

## Leben
Dobner besuchte in seiner Heimatstadt Krems von 1958 bis 1962 zunächst die Volksschule Althangasse und dann von 1962 bis 1966 das Bundesgymnasium Piaristengasse. Im Anschluss an die Matura 1971 am Bundesoberstufenrealgymnasium studierte er Rechts- und Staatswissenschaften an der Universität Wien. Im April 1974 war Dobner Mitorganisator der internationalen Rechtshistorischen Konferenz in Krems zum Thema „Zivilgesetzgebung des 19. Jahrhunderts in Mittel- und Südosteuropa“. 1975 wurde er an der Rechtswissenschaftlichen Fakultät der Universität Wien zum Dr. iur. promoviert.
Nach Absolvierung der Gerichtspraxis in Wien war er Beamter im Land Niederösterreich. Er leitete Referate in den Bezirkshauptmannschaften Wiener Neustadt und Neunkirchen. 1978 wechselte er zur Niederösterreichischen Landesregierung nach Wien. Ebendort war er Referent in den Wasser- und Verkehrsrechtsabteilungen und stellvertretender Leiter der Sozialversicherungsabteilungen. 1990 wurde er als Vertreter des Landes Niederösterreich Schriftführer im Verwaltungsgerichtshof. Von 1996 bis 2007 war er in der Wiener Stadtverwaltung tätig, seit 1999 als Senatsrat der Stadt Wien. 1999 wurde ihm von Bundespräsident Thomas Klestil der Berufstitel Professor verliehen.
Von 1966 bis 2005 war er Leiter des Rechtsbüros und von 2005 bis 2007 den Bereich Bereichsleiter Sonderaufgaben des Wiener Krankenanstaltenverbundes. Dobner war zudem Vortragender beim Wiener Krankenanstaltenverbund und Lehrbeauftragter für Krankenhausmanagement der Wirtschaftsuniversität Wien und an der Ärztekammer für Wien.
2013 wurde Dobner durch Kulturministerin Claudia Schmied zum Direktor (geschäftsführender Leiter) der Wiener Hofmusikkapelle bestellt. Mit Oktober 2019 folgte ihm Jürgen Partaj in dieser Funktion nach.
Seit 1979 ist er verheiratet mit Heidemarie Dobner (* 1956), Generalsekretärin von Globart. Aus der Ehe gingen drei Kinder hervor.

## Kulturelle Aktivitäten
Seit 1967 ist er als Publizist und Musikkritiker tätig. Anfangs schrieb er für die Niederösterreichischen Nachrichten. 1975 wurde er Musikkritiker der Tageszeitung Die Presse und ständiger Autor der Samstag-Feuilletonbeilage Spectrum. Ab 1978 schrieb er mehrere kunsthistorische und musikalische Feuilleton-Beiträge für die Niederösterreich-Gesellschaft für Kunst und Kultur. Seit 2006 ist er ständiger Mitarbeiter der Wochenzeitung Die Furche. Außerdem schreibt er u. a. für die Österreichische Musikzeitschrift, die niederösterreichische Kulturzeitschrift morgen (bis 2008), das Theater- und Kulturmagazin Die Bühne, die Niederösterreichischen Kulturberichte und das Magazin der Freunde der Salzburger Festspiele. Von 1979 bis 2011 war er Chefredakteur von Chor aktuell, der Publikation des Sängerverbandes Österreich. Auf seine Initiative geht die Gründung des Monatsmagazins der Gesellschaft der Musikfreunde in Wien (Musikverein) zurück. Zwischen 1982 und 1993 gestaltete er Sendungen für den Österreichischen Rundfunk (ORF-Landesstudios Niederösterreich und Wien sowie Österreich 1) und andere Rundfunkanstalten. 
Dobner verfasste Programmtexte für das Tonkünstler-Orchester Niederösterreich, das Donaufestival  Niederösterreich, das Rachlin Festival Pernegg, den Musikverein für Steiermark, die Konzerte auf Schloss Grafenegg (1975–2000), das Internationale Orgelfest Stift Zwettl (1994–2003), die Musiktage Mondsee (2007–2009), den Carinthischen Sommer (1980–2003), das Wiener Konzerthaus, Gesellschaft der Musikfreunde in Wien (Musikverein), die Wiener Philharmoniker (seit 1983), die Wiener Staatsoper (seit 1999) und die Salzburger Festspiele (seit 1999). Des Weiteren schrieb er Booklet-Texte für Platten und CDs, u. a. für Deutsche Grammophon Gesellschaft, Philips, Decca, Orfeo, Teldec und OehmsClassics.
Er war Initiator der Geschäftsstelle Krems der Musikalischen Jugend Österreichs, die er einige Jahre leitete. Dobner war ferner Mitglied mehrerer Jurien, u. a. von 1989 bis 2006 des Premio internazionale der Accademia Musicale Chigiana in Siena.

## Publikationen
- Fabio Luisi. Erst der halbe Weg. Böhlau-Verlag, Wien/ Köln/ Weimar 2008, ISBN 978-3-205-77737-3.
- Unser Haydn. Große Interpreten im Gespräch. Böhlau-Verlag, Wien/ Köln/ Weimar 2008, ISBN 978-3-205-78201-8.
- Zu Gast bei den Wiener Philharmonikern. Styria Verlag, Wien/ Graz/ Klagenfurt 2009, ISBN 978-3-222-13274-2.

Beiträge
- Musik in Österreich. Eine Chronik in Daten, Dokumenten, Essays und Bildern. hrsg. von Gottfried Kraus. Verlag Christian Brandstätter, Wien 1989, ISBN 3-85447-327-3.
- 175 Jahre Musikverein für Steiermark, Graz. 1815–1990. hrsg. von Erika Kaufmann. H. Schmerzeck & Co., Bruck a.d. Mur-Kapfenberg 1990.
- Nikolaus Harnoncourt. Töne sind höhere Werte, Gespräche über romantische Romantik. hrsg. von Johanna Fürstenauer. Residenz Verlag im NÖ Pressehaus, St. Pölten/ Salzburg 2007, ISBN 978-3-7017-3055-1.
- Riccardo Muti, Fest-Spieler aus Überzeugung. Salzburger Festspiele, Salzburg, Laaber Druck, Oberndorf 2011.
- Gebete für Papst Franziskus. hrsg. von Gerda Schaffelhofer. Verlagsgruppe Styria, Wien/ Graz/ Klagenfurt 2014, ISBN 978-3-222-13468-5.